# 尼羅法·哈米迪
尼羅法·哈米迪（波斯語：نیلوفر حامدی，羅馬化：Niloofar Hamedi，1992年10月22日—）是一名伊朗記者，為改革派日報《東方報》工作。在阿米尼示威期間，她因報導瑪莎·阿米尼受到道德警察暴力執法的新聞而被拘捕。哈米迪還因其工作而知名，她是最早採訪被監禁的作家塞皮德·拉什努的家人和律師的記者之一，她還發表了關於其案件的調查報告。《時代》雜誌將她評為2023年世界上最具影響力的100人之一。

## 報導瑪莎·阿米尼及被捕
2022年9月16日，哈米迪進入德黑蘭的卡斯拉醫院，22歲的瑪莎·阿米尼因據稱不適當地佩戴強制性頭巾而被道德警察拘留，當時她正在那裡接受治療。當天晚些時候，在阿米尼死亡前後，哈米迪在推特上發布一張阿米尼的父母在醫院裡擁抱和哭泣的照片。這張照片與哈米迪關於阿米尼之死的報導一起迅速傳播，最終演變成全國性的抗議活動。
由於她的新聞報導，哈米迪於9月21日被安全部隊拘捕，此前針對記者和學生的逮捕浪潮已經開始。哈米迪的推特帳戶（她最初在那裡發布了阿米尼父母的照片）被暫停，沒有任何解釋。她的罪名包括勾結、意圖危害國家安全和進行反國家宣傳。
據哈米迪的律師穆罕默德·阿里·卡姆菲魯茲（Mohammad Ali Kamfirouzi）稱，她已被審問，並被單獨監禁在德黑蘭的埃溫監獄。2022年11月4日，伊斯蘭革命衛隊和情報部發表了一份聯合聲明，其中充滿未經證實的說法，指責哈米迪和另一位報導阿米尼葬禮的女記者埃拉赫·穆罕默迪是參與「西方和猶太復國主義情報機構」組織的「多維戰爭的外國特工......進行嚴肅和不間斷的策劃，目的是影響不同的社會階層，尤其是與婦女有關的領域。」。該聲明錯誤地聲稱，30歲的尼羅法·哈米迪發布一張在社交媒體上瘋傳的瑪莎·阿米尼在醫院病床上的照片。然而在德黑蘭東方報社工作的哈米迪從未在推特上發布過阿米尼在病床上的照片；她只在推特上發布一張瑪莎的父母（據一些報導稱是父親和祖母）在她死後在醫院擁抱的照片。

## 榮譽

### 獎項
- 加拿大記者自由表達協會（CJFE）頒發的國際新聞自由獎，與埃拉赫·穆罕默迪共享（2023年2月）[17][18]
- 哈佛大學路易斯·M·里昂新聞良知與誠信獎，與埃拉赫·穆罕默迪共享（2023年3月）[19][20]
- 2023年聯合國教科文組織吉列爾莫·卡諾世界新聞自由獎，與埃拉赫·穆罕默迪和納爾吉斯·穆罕默迪共享（2023年3月）[21]

### 其他榮譽
- 哈米迪拍攝的瑪莎·阿米尼的父親和祖母在她死後相互擁抱的照片被一組著名的伊朗阿富汗攝影記者評選為年度照片（2023年3月）[16][22]
- 哈米迪和埃拉赫·穆罕默迪被《時代》雜誌評為世界上最具影響力的100人之一（2023年4月）[23]